# Диртутьсамарий
Диртутьсамарий — бинарное неорганическое соединение
самария и ртути
с формулой SmHg2,
кристаллы.

## Получение
- Сплавление стехиометрических количеств чистых веществ в инертной атмосфере:

{\displaystyle {\mathsf {Sm+2Hg\ {\xrightarrow {530^{o}C}}\ SmHg_{2}}}}

## Физические свойства
Диртутьсамарий образует кристаллы
гексагональной сингонии,
пространственная группа P 6/mmm,
параметры ячейки a = 0,4853 нм, c = 0,3520 нм, Z = 1,
структура типа диборида алюминия AlB2
.
Соединение образуется по перитектической реакции при температуре 530 °C .